# Cousine Bette
Cousine Bette (Alternativtitel: Die Cousine im heißen Feuer der Eifersucht; Originaltitel: Cousin Bette) ist eine US-amerikanisch-britische Filmkomödie aus dem Jahr 1998. Regie führte Des McAnuff, das Drehbuch schrieben Lynn Siefert und Susan Tarr anhand eines Romans von Honoré de Balzac.

## Handlung
Adeline Hulot, die Schwester der verarmten Bette Fischer, stirbt. Fischer versucht, ihrem Schwager Hector Hulot näher zu kommen und sich mit dessen Tochter Hortense anzufreunden. Es gelingt ihr nicht, worauf sie eine Beziehung mit dem 15 Jahre jüngeren Bildhauer Wenceslas Steinbach eingeht, dem sie nach einem Selbstmordversuch das Leben rettet.
Bette kauft dem Künstler von ihren Ersparnissen Lebensmittel und kocht für ihn. Sie erzählt der neugierige Fragen stellenden Hortense, sie habe einen festen Freund – Steinbach betrachtet sie jedoch wie eine Mutter. Er offenbart ihr seine Einstellung und verlässt sie für Hortense, die er heiratet. Der Bildhauer hat mit Hortense ein Kind und wird von seinem Schwiegervater unterstützt.
Fischer rächt sich, wobei ihr die Schauspielerin Jenny Cadine hilft. Cadine verführt Hector, den sie in den Ruin treibt. Der Adelige wird nach einem Schlaganfall gelähmt. Danach verführt sie Steinbach, der von seiner Frau erschossen wird. Hortense wird verhaftet. In der letzten Szene kümmert sich Fischer um Hortenses Kind, welches sie anlächelt. Sie sagt dabei, das Kind gehöre nur ihr.

## Kritiken
James Berardinelli schrieb auf ReelViews, der Film sei nicht die beste Einführung in das Werk des Schriftstellers. Er biete zwar eine „halbwegs interessante Handlung“ und „kompetente Darstellungen“, aber er wirke „sekundär“ zu den anderen, mehr überzeugenden Erzählungen über Rache, Betrug und Verrat. Jessica Lange sei in ihrer Rolle gut, aber nicht großartig; die Darstellungen von Hugh Laurie und Bob Hoskins seien lebendig. Elisabeth Shue wirke langweilig. Insgesamt sei der Film eine Enttäuschung.
Das Lexikon des internationalen Films schrieb, die Romanverfilmung sei „gespickt mit brillanten Dialogen“, liefere „einen hintersinnigen Einblick in die gesellschaftlichen Strukturen des 19. Jahrhunderts“ und reflektiere „die Stellung der Frau“. Sie sei eine „schwarze Komödie auf hohem Niveau“.

## Hintergründe
Der Film wurde in Bordeaux und in Rochefort (Département Charente-Maritime) gedreht. Er wurde im August 1998 auf dem Edinburgh Film Festival gezeigt. In den Kinos der USA spielte er ca. 1,16 Millionen US-Dollar ein. In einigen Ländern wie Ungarn wurde der Film direkt auf Video veröffentlicht.